# Alassane N'Diaye (calciatore 1990)
Alassane N'Diaye (Audincourt, 25 febbraio 1990) è un calciatore francese, centrocampista dell'Haute-Ajoie.

## Palmarès

### Club

#### Competizioni nazionali
- Supercoppa di Lituania: 1

Sūduva: 2018
- Campionato lituano: 1

Sūduva: 2018